# Château de la Weinbourg
Le château de la Weinbourg, édifié en 1796, devient en 1817 la propriété de la maison princière Hohenzollern-Sigmaringen. Il est utilisé par les princes comme résidence d'automne. En 1929, il est vendu et devient le lycée Marienburg jusqu'à l'été 2012, lorsque l'internat et l'école ont cessé de fonctionner en raison de problèmes financiers. 

## Histoire
En tant que siège de familles nobles (1419-1686), la Weinbourg revêtait une importance régionale, confirmée par sa fonction de siège de la secrétairie fédérale (1686-1772), puis en tant que résidence du prince de Hohenzollern-Sigmaringen (1817-1929). 
Le bâtiment a été vendu aux enchères en 1772. Il est entré en mains privées, notamment en celles de David Daumiller, marchand originaire de Memmingen (en 1778) ; puis le marchand de mousselines et de toiles de coton, Michael Schiess, originaire de Herisau, l'acquiert en 1791. Ce dernier fait construire un nouveau bâtiment en 1796 et donne au château le nom de Weinbourg. 

### La Weinbourg sous les Hohenzollern
En 1817, Charles de Hohenzollern-Sigmaringen (1785-1853, prince régnant en 1831) achète la Weinbourg 18 000 florins pour sa femme Antoinette Murat (1793-1847). Le couple aimait voyager vers le lac de Constance et le lac de Zurich. Antoinette, qui a grandi dans le « grand monde » de Paris, a été chargée de meubler la propriété selon le chic français. Grâce à l'acquisition d'autres propriétés, elle a pu créer  « La petite France », un nouveau grand jardin et parc qui lui rappelait la maison de Cahors. Le directeur du jardin de la cour impériale, Lenné, a reçu les plans du jardin pour examen et y a apporté quelques corrections. Le parc, qui comprenait la paroi rocheuse derrière le château, était orné de nombreux arbres et plantes exotiques. La proximité d'Arenenberg, résidence du futur empereur français Napoléon III, a joué un rôle important pour Antoinette. 
Le parc a de nouveau été modifié sous la direction de son fils Charles-Antoine de Hohenzollern-Sigmaringen (1811-1885), prince régnant en 1848 et devenu de 1858 à 1862 Premier ministre prussien. Sa fille aînée Stéphanie de Hohenzollern (1837-1859) reçut en 1858, de la part de la reine Victoria, un séquoia à l'occasion de son mariage avec le roi Pierre V de Portugal. Aujourd'hui encore, l'arbre se dresse dans le parc, possédant un puissant tronc de 40 mètres de haut et qui est le plus vieux séquoia de Suisse. Le parc est l'un des jardins historiques les plus importants de la région du lac de Constance. Les armoiries du prince Charles-Antoine, en tant que burgrave de Nuremberg, et l'emblème de la couronne royale sont encore visibles sur le portail d'entrée en fer forgé du grand parc. Le prince, surtout en automne, avait pris l'habitude de résider à la Weinbourg et d'y réunir sa famille, notamment sa fille Marie comtesse de Flandre, son mari Philippe de Belgique et leurs enfants. Charles-Antoine écrivait en 1881 : « Le séjour de Weinbourg reste toujours un point lumineux pour nous, car il nous rassemble tous. ».  
Le Weinbourg a joué un rôle important dans l'histoire européenne en relation avec deux des fils de Charles-Antoine : Leopold de Hohenzollern-Sigmaringen (1835-1905) et Carol Ier de Roumanie (1839-1914). Lorsque Charles fut élu prince de Roumanie lors d'un référendum en 1866, il se rendit à Bucarest muni d'un passeport suisse sous l'identité de Karl Hettingen, particulier demeurant à Thal. En 1881, il est proclamé roi de Roumanie. Des phases cruciales dans les négociations pour le trône d'Espagne ont eu lieu en 1869 à la Weinbourg. La candidature de Léopold est directement liée à la guerre franco-prussienne de 1870. 
De nombreuses têtes couronnées sont passées par la Weinbourg en tant qu'invités : les rois de Bavière et de Saxe, de Portugal et de Roumanie, ainsi que les empereurs allemands Guillaume Ier, Frédéric III et Guillaume II.

### Lycée de Marienburg
Après la Première Guerre mondiale, la maison Hohenzollern-Sigmaringen est appauvrie. Son chef, le prince Frédéric de Hohenzollern (1891-1965) est contraint de vendre le domaine de la Weinbourg. La Steyler Mission Society (Societas Verbi Divini) l'acquiert en décembre 1929. Un an plus tard, la Weinbourg ouvre une école de mission sous le nouveau nom de Marienburg. Le collège a été suivi par la création d'un séminaire théologique et enfin d'un lycée.   
Une petite communauté de missionnaires Steyler y vit toujours. Le lycée de Marienburg a fermé ses portes à l'été 2012. Le financement de l'école ne pouvait plus être garanti en raison des fonds insuffisants du canton de Saint-Gall et du retrait des missionnaires Steyler pour financer le fonctionnement de l'école.